# Ctenotus labillardieri
Ctenotus labillardieri (звичайний південно-західний гребневухий сцинк) — вид сцинкоподібних ящірок родини сцинкових (Scincidae). Ендемік Австралії.

## Поширення і екологія
Звичайні південно-західні гребневухі сцинки поширені у Південно-Західній Австралії, від Перта до мису Арід, зокрема на прибрежних островах і в горах. Вони живуть на прибережних пустищах, в лісах та серед скель, на висоті до 1095 м над рівнем моря.